# Jarosziwka (obwód czerkaski)
Jarosziwka (ukr. Ярошівка) – wieś na Ukrainie, w obwodzie czerkaskim, w rejonie zwinogródzkim. W 2001 liczyła 1823 mieszkańców, wśród których 1786 jako ojczysty język wskazało ukraiński, 14 rosyjski, 5 mołdawski, 3 białoruski, 7 ormiański, a 8 inny.